# Carl-Gunnar Wingård
Carl-Gunnar Wingård, född 27 februari 1894 i Karlskrona, död 20 januari 1977 i Bromma i Stockholm, var en svensk skådespelare och sångare.

## Biografi
Wingård scendebuterade 1912 och var engagerad vid Stockholms privatteatrar. Han filmdebuterade 1919 i Ivan Hedqvists Dunungen och kom att medverka i drygt 90 film- och TV-produktioner.  
Han var sedan 1921 gift med Marie-Louise Rickberg (1890–1958). Deras dotter Kerstin föddes 1929. Wingård är begravd på Norra begravningsplatsen.

## Filmografi i urval
- 1919 – Dunungen
- 1920 – Carolina Rediviva
- 1920 – Baron Olson
- 1922 – Anderssonskans Kalle
- 1922 – Luffar-Petter
- 1923 – Mälarpirater
- 1923 – Anderssonskans Kalle på nya upptåg
- 1924 – Dan, tant och lilla fröken Söderlund
- 1925 – Två konungar
- 1925 – Hennes lilla majestät
- 1926 – Hon, Han och Andersson
- 1927 – Hans engelska fru
- 1930 – Flottans lilla fästmö
- 1931 – Kärlek och landstorm
- 1932 – Lyckans gullgossar
- 1932 – En stulen vals
- 1933 – En natt på Smygeholm
- 1934 – Sången till henne
- 1934 – Atlantäventyret
- 1934 – En stilla flirt
- 1934 – Hon eller ingen
- 1935 – Valborgsmässoafton
- 1935 – Äventyr i pyjamas
- 1935 – Tjocka släkten
- 1936 – Raggen – det är jag det
- 1936 – Skeppsbrutne Max
- 1937 – Pensionat Paradiset
- 1937 – Snövit och de sju dvärgarna (röst i originaldubb)
- 1938 – Sigge Nilsson och jag
- 1938 – Två år i varje klass
- 1939 – Ombyte förnöjer
- 1939 – Valfångare
- 1939 – Filmen om Emelie Högqvist
- 1940 – Pinocchio (röst i originaldubb)
- 1940 – Med dej i mina armar
- 1940 – Familjen Björck
- 1940 – Alle man på post
- 1941 – Fransson den förskräcklige
- 1941 – Hemtrevnad i kasern
- 1941 – Hem från Babylon
- 1941 – En fattig miljonär
- 1941 – En man för mycket
- 1941 – I natt – eller aldrig
- 1941 – Så tuktas en äkta man
- 1941 – Ung dam med tur
- 1942 – En sjöman i frack
- 1942 – Jacobs stege
- 1942 – Vi hemslavinnor
- 1942 – Ungdom i bojor
- 1943 – Tåg 56
- 1943 – Herr Collins äventyr
- 1943 – Hon trodde det var han
- 1943 – En melodi om våren
- 1944 – Den osynliga muren
- 1944 – Hans officiella fästmö
- 1944 – Kejsarn av Portugallien
- 1945 – Vandring med månen
- 1945 – Idel ädel adel
- 1945 – Trötte Teodor
- 1945 – Blod och eld
- 1945 – Änkeman Jarl
- 1946 – 100 dragspel och en flicka
- 1946 – Försök inte med mej ..!
- 1946 – Åsa-Hanna
- 1946 – Ballongen
- 1947 – Får jag lov, magistern!
- 1947 – Stackars lilla Sven
- 1948 – Kärlek, solsken och sång
- 1951 – Sköna Helena
- 1952 – En fästman i taget
- 1952 – Åsa-Nisse på nya äventyr
- 1953 – Bror min och jag
- 1953 – I dur och skur
- 1955 – Janne Vängman och den stora kometen
- 1955 – Giftas
- 1957 – Sommarnöje sökes
- 1957 – Åsa-Nisse i full fart
- 1957 – Klarar Bananen Biffen?
- 1958 – Kvinna i leopard
- 1959 – Fröken Chic
- 1959 – Bara en kypare
- 1960 – Goda vänner trogna grannar
- 1965 – Den nya kvinnan
- 1965 – Nattcafé
- 1965 – En kopp te (TV-teater)
- 1965 – Pang i bygget
- 1966 – Doktor Knock (TV-serie)

## Teater

### Roller (ej komplett)
| År   | Roll                    | Produktion                                                                      | Regi                        | Teater                        |
| ---- | ----------------------- | ------------------------------------------------------------------------------- | --------------------------- | ----------------------------- |
| 1913 | Barra                   | Amatörtjuven (Raffles, The Amateur Cracksman) E. W. Hornung och Eugene Presbrey | Knut Nyblom                 | Vasateatern                   |
| 1914 | Arturo                  | Affären Costa Negra Gustaf Janson                                               | Knut Nyblom                 | Vasateatern                   |
| 1914 | Reddy                   | Kontanter (Ready Money) James Montgomery                                        | Knut Nyblom                 | Vasateatern                   |
| 1914 | Planchett               | Hon – eller ingen (Une affaire scandaleuse) Paul Gavault och Maurice Ordonneau  | Knut Nyblom                 | Vasateatern                   |
| 1914 | Fritz Triddelfitz       | Livet på landet (Onkel Bräsig) Fritz Reuter                                     |                             | Vasateatern                   |
| 1914 | Franzois                | När fruarna resa André Monetzi-Eon och Nicolas Nancey                           | Knut Nyblom                 | Vasateatern                   |
| 1915 | Otto                    | Nattfrämmande Fritz Friedmann-Frederich                                         |                             | Vasateatern                   |
| 1919 |                         | Mannen utan minne B. Decker och Robert Pohl                                     | Otto Malmberg               | Folkteatern                   |
| 1919 |                         | Bröderna Östermans huskors Oscar Wennersten                                     |                             | Folkteatern                   |
| 1920 | Medverkande             | Krasch, revy Karl-Ewert och Karl Gerhard                                        | Ernst Brunman               | Folkteatern                   |
| 1920 |                         | Clara från Narvavägen Björn Hodell                                              | Ernst Brunman               | Folkteatern                   |
| 1921 | Jupiter                 | Än leva de gamla gudar Otto Hellkvist                                           | Svasse Bergqvist            | Vasateatern                   |
| 1923 |                         | Ebberöds bank Axel Breidahl och Axel Frische                                    | Sigurd Wallén               | Södra Teatern                 |
| 1926 | Medverkande             | Slag i slag, revy Emil Norlander                                                |                             | Södra Teatern                 |
| 1926 | Allan Dubois            | Dagens hjälte Carlo Keil-Möller                                                 | Rune Carlsten               | Södra Teatern                 |
| 1926 |                         | Kopparbröllop Svend Rindom                                                      | Oskar Textorius             | Södra Teatern                 |
| 1926 |                         | Damen utan slöja August Neidhart, Lothar Sachs och Byjacco                      | Oskar Textorius             | Södra Teatern                 |
| 1926 | Överste Champioux       | Benjamin René Mercier                                                           | Nils Johannisson            | Södra Teatern                 |
| 1927 | Konstantin Domorevsku   | Drottning Helena Oscar Straus, Ernst Marischka, Bruno Granichstaedten           | Naima Wifstrand             | Folkteatern                   |
| 1928 | En fångvaktare          | Mördaren Hildur Dixelius                                                        | Ernst Eklund                | Komediteatern                 |
| 1929 | Jackie Brown            | Tolvskillingsoperan Bertolt Brecht och Kurt Weill                               | Ernst Eklund                | Komediteatern                 |
| 1931 | Biktfadern              | Lilla Katarina (La Petite Catherine) Alfred Savoir                              | Ernst Eklund                | Komediteatern                 |
| 1934 | Baron Vilmos Oroszy     | Furstinnan Jadja Alfred Grünwald, Ludwig Herzer och Robert Stolz                | Nils Johannisson            | Oscarsteatern                 |
| 1935 | Felix Kling             | Härmed hava vi nöjet, revy Kar de Mumma, Karl-Ewert och Alf Henrikson           | Harry Roeck-Hansen          | Blancheteatern                |
| 1936 | Polisen                 | Oh, du milde Antonius A Fenclo, Georg Brada och Jara Beneš                      | Carl Johannesson Karl Kinch | Oscarsteatern                 |
| 1936 | Sjövall                 | Hm, sa greven, revy Kar de Mumma                                                | Harry Roeck Hansen          | Blancheteatern                |
| 1937 | Sir Timothy Bunting     | Jill Darling Marriott Edgar och Vivian Ellis                                    | Karl Kinch                  | Oscarsteatern                 |
| 1937 |                         | Julia ordnar allt Fred Duprez                                                   | Björn Hodell                | Vanadislundens friluftsteater |
| 1937 |                         | Tre trallande trubadurer Ernst Berge                                            |                             | Vanadislundens friluftsteater |
| 1937 |                         | Peter den store Paul Sarauw                                                     | Paul Sarauw                 | Södra Teatern                 |
| 1937 |                         | Axel i sjunde himlen Paul Morgan, Hans Schütz och Ralph Benatzky                | Max Hansen                  | Vasateatern                   |
| 1938 | Orlandy                 | De 2 Thompson Serck Rogers                                                      | Martha Lundholm             | Vasateatern                   |
| 1938 | Herr von Baltin         | Kvällen är min Robert Katscher                                                  | Max Hansen                  | Vasateatern                   |
| 1939 | Ärkebiskopen            | Kungens komedi Oscar Rydqvist                                                   | Martha Lundholm             | Vasateatern                   |
| 1939 | Greven                  | Min syster och jag Ralph Benatzky och Robert Blum                               | Karl Kinch                  | Folkan                        |
| 1940 | Willings                | Den gamla visar sina medaljer J. M. Barrie                                      | Martha Lundholm             | Vasateatern                   |
| 1940 | Kamrer Schünzl          | Fröken kyrkråtta Ladislas Fodor och Ludvig Schinseder                           | Ernst Eklund                | Oscarsteatern                 |
| 1940 | Baptista Minola         | Så tuktas en argbigga William Shakespeare                                       | Sandro Malmquist            | Oscarsteatern/ Turné          |
| 1941 | Lantdomaren             | Äventyr på fotvandring Jens Christian Hostrup                                   | Nils Johannisson            | Riksteatern                   |
| 1942 | Skalbaggshannen         | I vår Herres hage Josef Čapek och Karel Capek                                   | Gösta Folke                 | Vasateatern                   |
| 1942 | Mr Appopolous           | Min syster Eileen Joseph Fields och Jerome Chodorov                             | Gösta Folke                 | Vasateatern                   |
| 1943 | Foulard, teaterdirektör | Fröken Nitouche Hervé, Henri Meilhac och Albert Millaud                         | Max Hansen                  | Vasateatern                   |
| 1945 | Brandt                  | En förtjusande fröken Ralph Benatzky                                            | Max Hansen                  | Vasateatern                   |
| 1946 | Elis Alvik              | Aldrig en kvinna Ivan Oljelund                                                  | Martha Lundholm             | Vasateatern                   |
| 1948 | Fritjof Blomkvist       | Vita Hästen Hans Müller och Ralph Benatzky                                      | Max Hansen                  | Oscarsteatern                 |
| 1951 | Wilberforce             | Vem är Sylvia? Terence Rattigan                                                 | Martha Lundholm             | Vasateatern                   |
| 1952 | Joe Horn                | Regn John Colton och Clemence Randolph                                          | Martha Lundholm             | Vasateatern                   |
| 1953 | Taylor                  | Dårskapens timme Anna Bonacci                                                   | Per Gerhard                 | Vasateatern                   |
| 1954 | Kommissarien            | Kärlekens vals Georges Neveux                                                   | Per Gerhard                 | Vasateatern                   |
| 1955 |                         | Äktenskapsmäklerskan Thornton Wilder                                            | Per Gerhard                 | Intiman                       |
| 1959 | Sivert Tullsnok         | Den politiske kannstöparen Ludvig Holberg                                       | Rune Carlsten               | Dramaten/ Folkan              |
| 1960 | Anagnos                 | Miraklet William Gibson                                                         | Per Gerhard                 | Vasateatern                   |
| 1961 |                         | Så tuktas en argbigga William Shakespeare                                       | Per Gerhard                 | Vasateatern                   |
| 1962 | Herr Fahrenkopf         | Iguanans natt Tennessee Williams                                                | Per Gerhard                 | Vasateatern                   |

## Radioteater

### Roller
| År   | Roll                            | Produktion                                                  | Regi               |
| ---- | ------------------------------- | ----------------------------------------------------------- | ------------------ |
| 1940 | Olle Rask, klockare och böneman | När nämndemansmoras Ida skulle bortgiftas Nanna Wallensteen | Carl Barcklind     |
| 1941 | August Johanson, kock           | John Blundqvist Berco                                       | Carl-Otto Sandgren |
| 1945 | Direktör Timell                 | Förstklassigt familjepensionat Alice Svensk                 |                    |
| 1950 | Fabrikör Granstedt              | Hillmans detektivbyrå: Naturlig död? Folke Mellvig          | Lars Madsén        |
| 1953 | Fabrikör Granstedt              | Hillmans bästa: Naturlig död? Folke Mellvig                 | Lars Madsén        |